# チュニジア・リーグ
チュニジア・プロリーグ（Tunisian Ligue Professionnelle 1 (フランス語: Championnat de la Ligue Professionnelle 1; アラビア語: الرابطة المحترفة الأولى لكرة القدم)）は、チュニジアサッカー連盟のもとで開催されるチュニジアのサッカーリーグ。

## 概要
チュニジア・プロリーグは、チュニジアサッカー連盟により1907年にリーガ・チュニジアン・ドゥ・フットボールとして開催された。ただ、開催当初は3チームに大学の2チームを加えた5チームで構成されており、リーグとしての体をなしていなかった。1921年、フランスサッカー連盟と提携し、公式にチュニジア・プロリーグが開始された。以降、第二次世界大戦による2度の中断があったものの、現在まで途切れることなく開催されている。1990年以降、チュニジアのクラブはCAFチャンピオンズリーグで毎年のように決勝戦に進出しており、アフリカでも一二を争うレベルの高いリーグである。

## 2017-18シーズン所属クラブ
| クラブ名                                     | ホームタウン | ホームスタジアム                   | 収容人数 |
| -------------------------------------------- | ------------ | ---------------------------------- | -------- |
| ASガベス                                     | ガベス       | Stade Municipal de Gabès           | 10,000   |
| クラブ・アフリカーン                         | チュニス     | スタッド・オリンピック・ドゥ・ラデ | 60,000   |
| CAビゼルティン                               | ビゼルト     | Stade 15 Octobre                   | 20,000   |
| COメドニン                                   | メドニン     | 不明                               | 不明     |
| CSスファクシアン                             | スファックス | Stade Taïeb Mhiri                  | 22,000   |
| エスペランス・スポルティーブ・ドゥ・チュニス | チュニス     | スタッド・オリンピック・ドゥ・ラデ | 60,000   |
| ESザルジス                                   | ザルジス     | Stade Jlidi                        | 7,000    |
| ESメトラウイ                                 | メトラウイ   | Stade Municipal de Métlaoui        | 5,000    |
| エトワール・スポルティーブ・デュ・サヘル     | スース       | Stade Olympique de Sousse          | 25,000   |
| JSケルアン                                   | ケルアン     | Stade Ali Zouaoui                  | 15,000   |
| スタッド・ガベシエン                         | ガベス       | Stade Municipal de Gabès           | 10,000   |
| スタッド・チュニシエン                       | レ・バルドー | Stade Chedly Zouiten               | 20,000   |
| USベンガルデン                               | ベンガルデン | Stade du 7-Mars                    | 10,000   |
| USモナスティル                               | モナスティル | Stade Mustapha Ben Jannet          | 20,000   |

## 歴代優勝クラブ

### 独立以前
| - 1921-22 : レーシング・クラブ・ドゥ・チュニス - 1922-23 : スタッド・ガロワ・ドゥ・チュニス - 1923-24 : スタッド・ガロワ・ドゥ・チュニス - 1924-25 : レーシング・クラブ・ドゥ・チュニス - 1925-26 : スポルティング・クラブ・ドゥ・チュニス - 1926-27 : スタッド・ガロワ・ドゥ・チュニス - 1927-28 : スポルティング・クラブ・ドゥ・チュニス - 1928-29 : アヴァント・ガルデ・ドゥ・チュニス - 1929-30 : USチュニシエン - 1930-31 : USチュニシエン - 1931-32 : イタリア・ドゥ・チュニス - 1932-33 : USチュニシエン | - 1933-34 : スファックス・レールウェイズ・スポーツ - 1934-35 : イタリア・ドゥ・チュニス - 1935-36 : イタリア・ドゥ・チュニス - 1936-37 : イタリア・ドゥ・チュニス - 1937-38 : サヴォイア・ドゥ・ラ・グレッド - 1938-39 : CSガベシエン - 1939-40 : 中止 - 1940-41 : 中止 - 1941-42 : エスペランス・チュニス：1回 - 1942-43 : 中止 - 1943-44 : 中止 - 1944-45 : CAビゼルティン：1回 | - 1945-46 : CAビゼルティン：2回 - 1946-47 : クラブ・アフリカーン：1回 - 1947-48 : クラブ・アフリカーン：2回 - 1948-49 : CAビゼルティン：3回 - 1949-50 : エトワール・サヘル：1回 - 1950-51 : CSハマム・リフ：1回 - 1951-52 : 中止 - 1952-53 : スファックス・レールウェイズ・スポーツ - 1953-54 : CSハマム・リフ：2回 - 1954-55 : CSハマム・リフ：3回 |

### 独立以後
| - 1955-56 : CSハマム・リフ：4回 - 1956-57 : スタッド・チュニシエン：1回 - 1957-58 : エトワール・サヘル：2回 - 1958-59 : エスペランス・チュニス：2回 - 1959-60 : エスペランス・チュニス：3回 - 1960-61 : スタッド・チュニシエン：2回 - 1961-62 : スタッド・チュニシエン：3回 - 1962-63 : エトワール・サヘル：3回 - 1963-64 : クラブ・アフリカーン：3回 - 1964-65 : スタッド・チュニシエン：4回 - 1965-66 : エトワール・サヘル：4回 - 1966-67 : クラブ・アフリカーン：4回 - 1967-68 : スファックス・レールウェイズ・スポーツ - 1968-69 : CSスファクシアン：1回 - 1969-70 : エスペランス・チュニス：4回 - 1970-71 : CSスファクシアン：2回 - 1971-72 : エトワール・サヘル：5回 - 1972-73 : クラブ・アフリカーン：5回 - 1973-74 : クラブ・アフリカーン：6回 - 1974-75 : エスペランス・チュニス：5回 - 1975-76 : エスペランス・チュニス：6回 - 1976-77 : JSケルアン：1回 | - 1977-78 : CSスファクシアン：3回 - 1978-79 : クラブ・アフリカーン：7回 - 1979-80 : クラブ・アフリカーン：8回 - 1980-81 : CSスファクシアン：4回 - 1981-82 : エスペランス・チュニス：7回 - 1982-83 : CSスファクシアン：5回 - 1983-84 : CAビゼルティン：4回 - 1984-85 : エスペランス・チュニス：8回 - 1985-86 : エトワール・サヘル：6回 - 1986-87 : エトワール・サヘル：7回 - 1987-88 : エスペランス・チュニス：9回 - 1988-89 : エスペランス・チュニス：10回 - 1989-90 : クラブ・アフリカーン：9回 - 1990-91 : エスペランス・チュニス：11回 - 1991-92 : クラブ・アフリカーン：10回 - 1992-93 : エスペランス・チュニス：12回 - 1993-94 : エスペランス・チュニス：13回 - 1994-95 : CSスファクシアン：6回 - 1995-96 : クラブ・アフリカーン：11回 - 1996-97 : エトワール・サヘル：8回 - 1997-98 : エスペランス・チュニス：14回 - 1998-99 : エスペランス・チュニス：15回 | - 1999-2000 : エスペランス・チュニス：16回 - 2000-01 : エスペランス・チュニス：17回 - 2001-02 : エスペランス・チュニス：18回 - 2002-03 : エスペランス・チュニス：19回 - 2003-04 : エスペランス・チュニス：20回 - 2004-05 : CSスファクシアン：7回 - 2005-06 : エスペランス・チュニス：21回 - 2006-07 : エトワール・サヘル：9回 - 2007-08 : クラブ・アフリカーン：12回 - 2008-09 : エスペランス・チュニス：22回 - 2009-10 : エスペランス・チュニス：23回 - 2010-11 : エスペランス・チュニス：24回 - 2011-12 : エスペランス・チュニス：25回 - 2012-13 : CSスファクシアン：8回 - 2013-14 : エスペランス・チュニス：26回 - 2014-15 : クラブ・アフリカーン：13回 - 2015-16 : エトワール・サヘル：10回 - 2016-17 : エスペランス・チュニス：27回 - 2017-18 : エスペランス・チュニス：28回 - 2018-19 : エスペランス・チュニス：29回 - 2019-20 : エスペランス・チュニス：30回 |

## クラブ別優勝回数
| クラブ                                 | 優勝回数 |
| -------------------------------------- | -------- |
| エスペランス・チュニス                 | 30       |
| クラブ・アフリカーン                   | 13       |
| エトワール・サヘル                     | 10       |
| CSスファクシアン                       | 8        |
| スタッド・チュニシエン                 | 4        |
| CAビゼルティン                         | 4        |
| CSハマム・リフ                         | 4        |
| イタリア・ドゥ・チュニス               | 4        |
| スファックス・レールウェイズ・スポーツ | 3        |
| USチュニシエン                         | 3        |
| スタッド・ガロワ・ドゥ・チュニス       | 3        |
| レーシング・クラブ・ドゥ・チュニス     | 2        |
| スポルティング・クラブ・ドゥ・チュニス | 2        |
| JSケルアン                             | 1        |
| サヴォイア・ドゥ・ラ・グレッド         | 1        |
| CSガベシエン                           | 1        |
| アヴァント・ガルデ・ドゥ・チュニス     | 1        |

## 歴代得点王
| - 1955-56 : Habib Mougou (ESS) (25) - 1956-57 : Brahim Ben Miled (JSMet) (20) - 1957-58 : Habib Mougou (ESS) Boubaker Haddad (CAB) (28) - 1958-59 : Abdelmajid Tlemçani (EST) (32) - 1959-60 : Abdelmajid Tlemçani (EST) (22) - 1960-61 : Ammar Merrichkou (ASM) (18) - 1961-62 : Chedly Laaouini (EST) (16) - 1962-63 : Mokhtar Chelbi (ASM) (16) - 1963-64 : Mongi Dalhoum (CSS) (15) - 1964-65 : Mohamed Salah Jedidi (CA) (17) - 1965-66 : Mongi Dalhoum (CSS) (18) - 1966-67 : Abdelwahab Lahmar (ST) (14) - 1967-68 : Kamel Henia (CSHL) (10) - 1968-69 : Mohamed Salah Jedidi (CA) (17) - 1969-70 : Othman Jenayah (ESS) (15) - 1970-71 : Abdesselam Adhouma (ESS) (17) - 1971-72 : Moncef Khouini (CA) (12) - 1972-73 : Ezzedine Chakroun (SRS) (23) - 1973-74 : Abdesselam Adhouma (ESS) (16) - 1974-75 : Zoubeir Ghenia (EST) (24) - 1975-76 : Raouf Ben Aziza (ESS) (20) - 1976-77 : Moncef Ouada (JSK) (16) - 1977-78 : Raouf Ben Aziza (ESS) (20) - 1978-79 : Mahmoud Tebourski (OK) (13) - 1979-80 : Hédi Bayari (CA) (14) - 1980-81 : Habib Gasmi (CA) (16) - 1981-82 : Riadh El Fahem (EST) (13) - 1982-83 : Hédi Bayari (CA) (17) - 1983-84 : Hédi Bayari (CA) (12) - 1984-85 : Faouzi Henchiri (COT) (9) - 1985-86 : Nebil Tasco (CSHL) (12) - 1986-87 : Adnène Laajili (USMo) (14) - 1987-88 : Nabil Maaloul (EST) (14) - 1988-89 : Abdelhamid Hergal (ST) (15) - 1989-90 : Faouzi Rouissi (CA) (18) - 1990-91 : Othman Chehaibi (JSK) (15) - 1991-92 : Hechmi Sassi (ST) Amor Ben Tahar (OCK) (14) - 1992-93 : Abdelkader Belhassen (CAB) Kenneth Malitoli (EST) (18) - 1993-94 : Kenneth Malitoli (EST) (14) - 1994-95 : Belhassen Aloui (CSHL) (18) - 1995-96 : Sami Touati (CA) (17) - 1996-97 : Sami Lâaroussi (EST) (14) - 1997-98 : Abdelkader Belhassen (EST) Zied Tlemçani (EST) (15) - 1998-99 : Francileudo Santos (ESS) (14) - 1999-2000 : Ali Zitouni (EST) (19) - 2000-01 : Oussama Sellami (ST) (11) - 2001-02 : Kain Kandia Traoré (EST) (13) - 2002-03 : Mohamed Seliti (ST) (12) - 2003-04 : Nabil Missaoui (CA), Haikel Gmamdia (CSS) Tenema N'Diaye (CSS) (9) - 2004-05 : Haikel Gmamdia (CSS) (12) - 2005-06 : Amine Ltaïef (EST) (16) - 2006-07 : Tarek Ziadi (CSS) (13) - 2007-08 : Wissem Ben Yahia (CA) (10) - 2008-09 : Michael Eneramo (EST) (18) - 2009-10 : Michael Eneramo (EST) (12) - 2010-11 : Ahmed Akaïchi (ESS) (14) - 2011-12 : ユセフ・ムサクニ (EST) (17) - 2012-13 : ハイタム・ジュイーニ (EST) (8) - 2013-14 : バグダード・ブーンジャー (ESS) (14) - 2014-15 : サベル・ハリファ (CA) (15) - 2015-16 : アリ・マールル (CSS) (16) - 2016-17 : タハ・ヤシン・ヘニシ (EST) (14) - 2017-18 : サビール・ハリーファ (クラブ・アフリカーン) アラエディン・マルズキ (CSスファクシアン) Zied Ounalli (CAビゼルティン) Lassad Jaziri (USベン・ゲルデン) (9) - 2018-19 : タハ・ヤシン・ヘニシ (EST) Firas Chaouat (CSスファクシアン) (10) |